# Кристиан-Жак
Кристиан-Жак (на италиански: Christian-Jaque) е френски филмов режисьор. 

## Биография
Учи в архитектура. От 1924 г. се занимава с рисуване на филмови плакати, а по-късно с филмова журналистика. Като режисьор дебютира през 1932 г. Работи с най-големите френски оператори, актриси и актьори във Франция, Италия и други страни.
От 1947 до 1953 г. е женен за актрисата Рене Фор. През 1954-1959 г. той е женен за актрисата Мартин Карол, която заснема във филмите „Лукреция Борджия“, „Мадам Дюбари“, „Нана“, „Натали“.
Погребан е в гробището Пер Лашез.

## Избрана филмография
| Година | Филм                     | Оригинално заглавие         |
| ------ | ------------------------ | --------------------------- |
| 1937   | Франсоа Първи            | François Ier                |
| 1938   | Бунтовникът Ернст        | Ernest le rebelle           |
| 1952   | Фанфан Лалето            | Fanfan la tulipe            |
| 1956   | Ако всички хора по света | Si tous les gars du monde   |
| 1958   | Законът си е закон       | La loi, c’est la loi        |
| 1959   | Бабет отива на война     | Babette s’en va-t-en guerre |
| 1971   | Петролотърсачките        | Le pistolere                |